# Pachycondyla punctata
Pachycondyla punctata är en myrart som beskrevs av Vladimir Aphanasjevich Karavaiev 1935. Pachycondyla punctata ingår i släktet Pachycondyla och familjen myror. Inga underarter finns listade i Catalogue of Life.